# Phanotea
Genre
Phanotea est un genre d'araignées aranéomorphes de la famille des Zoropsidae.

## Distribution
Les espèces de ce genre sont endémiques d'Afrique du Sud.

## Liste des espèces
Selon World Spider Catalog (version 17.0, 21/05/2016) :
- Phanotea cavata Griswold, 1994
- Phanotea ceratogyna Griswold, 1994
- Phanotea digitata Griswold, 1994
- Phanotea knysna Griswold, 1994
- Phanotea lata Griswold, 1994
- Phanotea latebricola Lawrence, 1952
- Phanotea margarita Griswold, 1994
- Phanotea natalensis Lawrence, 1951
- Phanotea orestria Griswold, 1994
- Phanotea peringueyi Simon, 1896
- Phanotea sathegyna Griswold, 1994
- Phanotea simoni Lawrence, 1951
- Phanotea xhosa Griswold, 1994

## Publication originale
- Simon, 1896 : Description d'un arachnide cavernicole de l'Afrique australe. Bulletin de la Société Entomologique de France, vol. 1896, p. 285-286 ((texte intégral).